# Lee Strasberg Theatre and Film Institute
The Lee Strasberg Theatre & Film Institute – Instytut Teatralny i Filmowy w Nowym Jorku i West Hollywood założony w 1969 przez Lee Strasberga, kierowany przez Annę Strasberg, jego trzecią żonę.

## Absolwenci instytutu
- Will Arnett (Ratatuj)
- Loo Brealey (Casualty)
- Steve Buscemi (Ghost World)
- Bobby Cannavale (Para nie do pary, Zatańcz ze mną)
- Barney Cheng (Mission: Impossible III, Koniec z Hollywood)
- Jill Clayburgh (Ally McBeal, Prawo i porządek)
- Claire Danes (Romeo i Julia)
- Chris Evans (Fantastyczna Czwórka, To nie jest kolejna komedia dla kretynów)
- Rosario Dawson (Sin City: Miasto grzechu, Grindhouse)
- Robert De Niro (Ojciec chrzestny)
- Matt Dillon (Rumble Fish)
- Jennifer Esposito (Koszmar następnego lata)
- Sherilyn Fenn (Miasteczko Twin Peaks)
- Sally Field (Pani Doubtfire)
- Jorja Fox (Memento, Ostry dyżur)
- James Gandolfini (Rodzina Soprano)
- Teri Garr (Tootsie)
- Rebecca Gayheart (Krzyk 2, Ulice strachu)
- Dennis Hopper (Czas apokalipsy)
- Michael Imperioli (Rodzina Soprano)
- Scarlett Johansson (Wszystko gra, Dziewczyna z perłą)
- Angelina Jolie (Przerwana lekcja muzyki, Aleksander)
- Ranbir Kapoor (Saawariya)
- Harvey Keitel (Wściekłe psy, Taksówkarz)
- Hardy Krüger Jr. (Forsthaus Falkenau, Michał Strogow, Asterix i Obelix kontra Cezar)
- Ray Liotta (Ostry dyżur, Chłopcy z ferajny)
- Sienna Miller (Alfie, Casanova)
- Catalina Sandino Moreno (Maria łaski pełna)
- Kathy Najimy (Wyścig szczurów, Zakonnica w przebraniu)
- Kelli O’Hara (Wzór, Doktor Jekyll i Pan Hyde: Musical)
- Al Pacino (Anioły w Ameryce, Zapach kobiety)
- Adrian Pasdar (Herosi)
- Franka Potente (Biegnij Lola, biegnij, Lęk)
- Julia Roberts (Pretty Woman, Erin Brockovich)
- Ray Romano (Epoka lodowcowa)
- Mickey Rourke (Dziewięć i pół tygodnia)
- Sissy Spacek (Carrie)
- James Spader (Gwiezdne wrota)
- Brooklyn Sudano (Alone in the Dark II, CSI: Kryminalne zagadki Nowego Jorku)
- Marlo Thomas (Przyjaciele)
- Uma Thurman (Kill Bill, Pulp Fiction)